# سوفي كولكوهون
سوفي كولكوهون (بالإنجليزية: Sophie Colquhoun)‏ هي ممثلة بريطانية، ولدت في 12 سبتمبر 1989 في ليفربول في المملكة المتحدة.